# Turdus rufiventris
Il tordo panciarossiccia (Turdus rufiventris Vieillot, 1818) è un uccello passeriforme appartenente alla famiglia Turdidae, che vive in Sud America.
Questo tordo, molto apprezzato per il suo canto melodioso, è stato immortalato dal poeta romantico brasiliano Antônio Gonçalves Dias, nella sua famosa poesia Canção do Exílio e celebrato da altri poeti famosi, è considerato il prototipo dell'uccello canoro dell’America meridionale. È molto facile da identificare grazie al color arancione sfumato dell'addome (il suo nome scientifico significa letteralmente “tordo panciarossiccia”).
Onnivoro, si nutre di bacche e di frutti di un grande numero di specie ed è tra i principali dispersori di semi di specie vegetali, anche invasive. Ha un'ampia distribuzione nelle foreste, montagne e giungle del Sud America, dalla Bolivia occidentale, Paraguay e Uruguay, dal Brasile meridionale al centro e alla costa dell'Argentina, dove si incontra in una grande varietà di ambienti, fino a 2.600 metri di altitudine. Si adatta facilmente ad ambienti antropici, come aree periurbane, parchi urbani e quartieri alberati. È compreso nella Categoria a Rischio minimo della Lista Rossa dell'IUCN delle specie minacciate.

## Descrizione
L’adulto è lungo fino a 25 centimetri, con apertura alare di 34–38 cm e peso di 68-82 g. Il piumaggio del torace varia dal grigio al marrone leggero, con aspetto delicatamente squamoso, mescolando parte della colorazione biancastra della gola e dell'arancione dell'addome. L'anello perioftalmico varia dal giallo all'arancione. Nella stagione riproduttiva, il colore del becco varia dal grigio al giallo opaco. Ha dorso bruno oliva, con ali e coda dai toni più marroni. La gola è biancastra, con presenza di bande longitudinali brune che si diffondono verso il petto, solitamente di colore bruno-giallastro. Addome con vistoso colore rosso-ruggine, a volte più aranciato. Gambe grigio opaco. I giovani hanno le porzioni superiori simili agli adulti, ma con bande brunastre dalla sommità del capo alla regione scapolare. La gola e il petto sono grigio oliva su sfondo arancione, dando un’impressione di un motivo squamoso. Questo modello sfuma verso l'addome fino a diventare completamente marrone-arancione. Non c'è dimorfismo sessuale. La sottospecie T.r. juensis ha l’addome più chiaro e il becco leggermente più lungo.

## Biologia
In natura, può vivere fino a 10 anni; maschio e femmina raggiungono la maturità sessuale a dodici mesi. Di solito, abita ai margini di foreste, in parchi, cortili e aree urbane boscose. Si alimenta a terra e sugli alberi; nelle regioni con un clima molto secco, tende a cercare aree vicine all'acqua, Solitario eccetto che nel periodo riproduttivo, nidifica in piccole colonie, è molto territoriale e non accetta altre specie di uccelli nel suo territorio di nidificazione. È ben adattato alla convivenza con l’uomo, sia in campagna che in città.

### Alimentazione
Il tordo panciarossiccia è onnivoro e consuma frutta e invertebrati, con predominanza di questi ultimi. Tra gli invertebrati, soprattutto lombrichi, ma anche onischi, ragni e insetti (in particolare coleotteri, formiche e mosche). È stato stimato che le piante che gli forniscono frutti e bacche appartengono ad almeno 121 specie. Tra queste, alcune, selvatiche, appartenenti alla famiglia delle Primulacee (del genere Rapanea, in particolare) e delle Palmacee (Syagrus), il fico d’India, l’agnocasto e l’Eugenia hiemalis (utilissima nella riforestazione delle aree degradate) e frutta (soprattutto con polpa, come arancia, avocado, papaia, ecc.). Questo tordo si nutre anche lungo le sponde di lagune e stagni, dove cattura girini, piccoli pesci e gamberi d'acqua dolce.

### Riproduzione
Questo tordo costruisce il nido tra settembre e gennaio, solitamente su alberi e arbusti con fogliame fitto, ma anche sulle grondaie delle case, utilizzando fibre vegetali e ramoscelli cementati con fango. Il nido ha la forma di una ciotola, larga 13-15 centimetri, ed è imbottito all'interno con materiali morbidi, come erbe fini e gambi di fiori. Si verificano fino a tre deposizioni all'anno, ciascuna di tre-quattro uova, di colore verde bluastro con macchie color ruggine. L’incubazione dura circa 13 giorni. Maschio e femmina, a turno, costruiscono il nido e alimentano i pulli.

### Voce
I versi sono numerosi, un djok, un pup-pup, un cluck-cluck o un dru-wip, spesso mal articolati, che ricordano il T. grayi. L'allarme è un duro tsri. Al crepuscolo, il tordo emette una serie di note squillanti e ridenti. Il canto è lento e tipico dei Turdidi. Durante la stagione degli amori, tra settembre e dicembre, canta da un posatoio ben nascosto nel fogliame in cima a un albero, per attirare la femmina e delimitare il territorio di nidificazione. Il canto è composto da potenti e melodiose serie di frasi variegate, che si ripetono quasi senza sosta. Al di fuori del periodo della riproduzione, il canto è piuttosto diverso: ju-joeit, drew-wip, drew-wip, drew-wip, e si ascolta all'alba e poi di nuovo al tramonto. Nelle città il suo verso si distingue chiaramente nel silenzio mattutino che anticipa i rumori del traffico urbano. Per il suo canto flautato molto apprezzato, è una delle specie di uccelli selvatici maggiormente commerciate illegalmente nello stato di San Paolo, in Brasile.

## Distribuzione migrazioni e habitat

### Distribuzione
Sedentario, durante i periodi più freddi dell'anno migra spesso verso regioni limitrofe più calde. Ha un'ampia distribuzione nelle foreste, montagne e giungle del Sud America, dalla Bolivia occidentale, Paraguay e Uruguay, dal Brasile meridionale al centro e alla costa dell'Argentina. È uno dei tordi più conosciuti in questa regione. A Buenos Aires si è diffuso durante la seconda metà del XX secolo, dalle montagne rivierasche e dai boschi forestali della provincia nord-orientale, verso quasi tutto il territorio, attraverso i boschetti dei ranch e delle città.
Attualmente, sono catalogate due sottospecie, ciascuna delle quali si trova in una regione diversa:
- Turdus rufiventris rufiventris: dal Brasile meridionale (Bahia meridionale) a Uruguay, Paraguay, Bolivia e Argentina settentrionale
- Turdus rufiventris juensis: Brasile nord-occidentale (da Piauí e Ceará a Pernambuco e Bahia occidentale)

### Habitat
Il tordo pancia rossiccia si incontra in una grande varietà di ambienti. Frequenta tutti i tipi di habitat aperti e leggermente boscosi, le foreste più integre, i boschi in corso di rigenerazione, la macchia e le savane. Si adatta facilmente ad ambienti antropici, come aree periurbane, parchi urbani e quartieri alberati. È una delle specie più comuni nella città di San Paolo. Nella regione del Nordest brasiliano, principalmente nelle zone più aride, è associata a foreste in prossimità di corsi d'acqua. Vive fino a 2.200 metri sul livello del mare. In Bolivia, nella provincia di Cochabamba, può salire fino a 2.600 metri. Nel sud del Brasile, questa specie a volte condivide il suo habitat con il Turdus albicollis, il Turdus fumigatus o il Turdus subalaris.

## Predatori e parassiti
Questo tordo è predato dai serpenti (Boiruna maculata e serpente di pollo), dal tucano e, nelle aree urbanizzate, dal gatto domestico ed è parassitato da Haemoproteus e Plasmodium. Esso è inoltre parassitato da Molothrus bonariensis, che sostituisce le uova nel nido del tordo con le proprie.

## Status e conservazione
La popolazione di questa specie, la cui dimensione non è stata quantificata, ha una consistenza numerica estremamente ampia e in stabile aumento ed è, dunque, compresa nella Categoria a Rischio minimo della Lista Rossa dell'IUCN delle specie minacciate.

## Posizione nell’ecosistema
Turdus rufiventris, come il co-specifico T. amaurochalinus, esplica una importante funzione ecologica, essendo tra i principali dispersori anche di semi di specie da frutto, che rigurgita o defeca lontano dalle piante sulle quali si è alimentato. Inoltre, i semi dei frutti carnosi digeriti e disseminati da Turdus amaurochalinus , T. chiguanco  e T. rufiventris  hanno capacità germinativa più elevata.
Va anche notato che esso dissemina anche piante potenzialmente invasive, quali quelle appartenenti al genere Miconia e il Pittosporum undulatum, specie ornamentale, questa, originaria dell'Australia, ad alto potenziale invasivo per la sua grande adattabilità a colonizzare diversi habitat.

## Rapporti con l'uomo
Alcuni paesi hanno emesso francobolli con l'immagine del tordo pancia rossiccia: Argentina, Brasile, Cuba, Kampuchea, Togo e Uruguay. Il T. rufiventris è l’uccello simbolo dello Stato di San Paolo e Uccello nazionale del Brasile, dove viene chiamato Sábia-laranjeira o, più comunemente, Sábia.
Il tordo pancia rossiccia è considerato il prototipo dell'uccello canoro dell’America meridionale ed è forse per questo motivo che il mitico cantante di tango argentino Carlos Gardel è stato soprannominato el zorzal criollo, in riferimento all'intonazione del suo canto gaucho e cittadino. In letteratura, è spesso citato come l'uccello che canta l'amore e la primavera, le origini, la patria, le cose belle della vita, immortalato da Gonçalves Dias (1823-1864), nell'apertura della sua famosa poesia Canção do Exílio, Tra i poeti e letterati brasiliani che dedicano attenzione e versi a questo uccello: Casimiro de Abreu (1839-1864), Mário de Andrade (1893–1945), Carlos Drummond de Andrade (1902-1987), Patativa do Assaré (1909-2002), Vinicius de Moraes (1913-1980), Antônio Carlos Jobim e Chico Buarque (1968), Luiz Gonzaga (1989) e molti altri poeti e artisti.

## Sistematica
Del tordo pancia rossiccia si riconoscono le sottospecie seguenti:
- Turdus rufiventris rufiventris Vieillot, 1818: Brasile meridionale (Bahia meridionale), Uruguay, Paraguay, Bolivia e Argentina settentrionale
- Turdus rufiventris juensis (Cory, 1916):      Brasile nord-occidentale (da Piauí e Ceará a Pernambuco e Bahia occidentale)